# Lamina propria
Lamina propria är ett lager av bindväv som innehåller mycket blodkärl och är lokaliserat i mukosan (slemhinnan) under basalmembranet, som i sin tur ligger under lagret av epitelceller (lamina epitelialis).